# Ella Fitzgerald Sings the Johnny Mercer Song Book
Ella Fitzgerald Sings the Johnny Mercer Songbook è il trentaduesimo album della cantante jazz Ella Fitzgerald, pubblicato dalla Verve Records nel 1964.
L'album vede la cantante interpretare brani con testi scritti da Johnny Mercer accompagnata dall'orchestra diretta da Nelson Riddle.

## Tracce
Lato A
1. Too Marvelous for Words (Richard A. Whiting) – 2:31
2. Early Autumn (Ralph Burns) – 3:51
3. Day In, Day Out (Rube Bloom) – 2:49
4. Laura (David Raksin) – 3:43
5. This Time the Dream's on Me (Harold Arlen) – 2:54
6. Skylark (Hoagy Carmichael) – 3:12
7. Single-O (Donald Kahn, Johnny Mercer) – 3:19

Lato B
1. Something's Gotta Give (Mercer) – 2:33
2. Trav'lin' Light (Jimmy Mundy, Trummy Young) – 3:47
3. Midnight Sun (Francis J. Burke, Lionel Hampton) – 4:55
4. Dream (Mercer) – 2:58
5. I Remember You (Victor Schertzinger) – 3:38
6. When a Woman Loves a Man (Bernie Hanighen, Gordon Jenkins) – 3:51